# Mas Català (Cabrera de Mar)
El Mas Català és un edifici de Cabrera de Mar (Maresme) protegit com a Bé Cultural d'Interès Local.

## Descripció
Es tracta d'un volum de tres crugies/cossos perpendiculars a la façana principal. El cos central consta de planta baixa, planta pis i golfes; cobert per una teulada a dues vessants amb frontó a la façana principal, planta baixa i planta pis per als dos cossos laterals, coberts d'una teulada a dues vessants amb aiguavessos paral·lels a la façana principal. Posteriorment la masia s'amplia al costat est amb la construcció de la masoveria i un magatzem agrícola.
Elements arquitectònics renaixentistes, historicistes, neogòtics i modernistes.

## Història
Aquesta masia és documentada des de l'any 1294. Segurament fou construïda entre els segles xvi i xviii i va ser reformada amb criteris historicistes per Joaquim Bassegoda i Amigó el 1902, després que la casa fos adquirida per la família Ordeig.